# Saqueig de Roma (1527)
El saqueig de Roma (de l'italià sacco di Roma), el 6 de maig de 1527, per les tropes espanyoles i alemanyes de l'emperador Carles V, va ser una victòria crucial del Sacre Imperi Romanogermànic sobre la Lliga de Cognac (l'aliança entre França, Milà, Venècia, Florència i el papat, vigent entre 1526 i 1529).

## Antecedents
El papa Climent VII havia atorgat el seu suport a França en un intent d'alterar l'equilibri del poder en la regió, i per a alliberar el papat del molts consideraven que esdevindria la «dominació imperial» a càrrec de l'imperi romanogermànic.
L'exèrcit de l'emperador romanogermànic havia derrotat l'exèrcit francès a Itàlia, però no disposava de fons per a pagar els soldats. Els 34.000 soldats imperials es van amotinar, i van forçar al seu general, Carles III, duc de Borbó, i Conestable de França, a portar-los cap a Roma. A més d'uns 6.000 espanyols sota comandament del duc, l'exèrcit incloïa uns 14.000 lansquenets sota el comandament de Georg von Frundsberg, la infanteria italiana comandada per Fabrizio Maramaldo, Sciarra Colonna i Luigi Gonzaga, i la cavalleria comandada per Ferrante Gonzaga i Philibert, príncep de Chalons. Tot i que el mateix Martí Luter no va estar a favor del saqueig, alguns dels seus seguidors consideraven la seu Papal com un objectiu per raons religioses, i compartien amb els soldats un desig avariciós de sagueig i pillatge d'una ciutat que apareixia com un objectiu fàcil. Nombrosos bandits, juntament amb desertors de la Lliga, es van unir a l'exèrcit durant la marxa.
El duc d'Arezzo, el 20 d'abril de 1527, va aprofitar-se del caos entre els venecians i els seus aliats, arran d'una revolta sorgida a la República de Florència contra els Medici. D'aquesta manera, les tropes, absolutament indisciplinades, van saquejar Acquapendente i San Lorenzo alle Grotte, i van ocupar Viterbo i Ronciglione, i van aténer les muralles de Roma el 5 de maig.

## El saqueig
Les tropes que defensaven Roma no eren gaire nombroses, i consistien en 5.000 milicians comandats per Renzo da Ceri, a més de la Guàrdia suïssa. Les fortificacions de la ciutat incloïen la resistent Muralla Aureliana, i comptaven amb una bona força d'artilleria, que no tenia l'exèrcit imperial. El duc Carles necessitava conquerir la ciutat ràpidament, per a evitar quedar atrapat entre la ciutat assetjada i les forces de la Lliga.
El 6 de maig l'exèrcit imperial va atacar els murs al Gianicolo i al turó Vaticà. El duc Carles va ser ferit de mort en l'assalt, suposadament per Benvenuto Cellini. La mort del darrer cap respectat pels soldats va provocar que l'últim rastre de contenció desapareguera entre la tropa, i l'exèrcit va capturar fàcilment la ciutat el mateix dia. Una de les gestes més notables de la Guàrdia suïssa va ocórrer en l'enfrontament. Gairebé tots els seus membres van ser massacrats per l'exèrcit imperial en les escales de la Basílica de Sant Pere del Vaticà. De 189 guàrdies, només 42 hi van sobreviure, però el seu valor va possibilitar que el papa Climent VII poguera fugir sa i estalvi pel passetto di Borgo, un passadís secret que encara uneix la Ciutat del Vaticà amb el Castel Sant'Angelo.

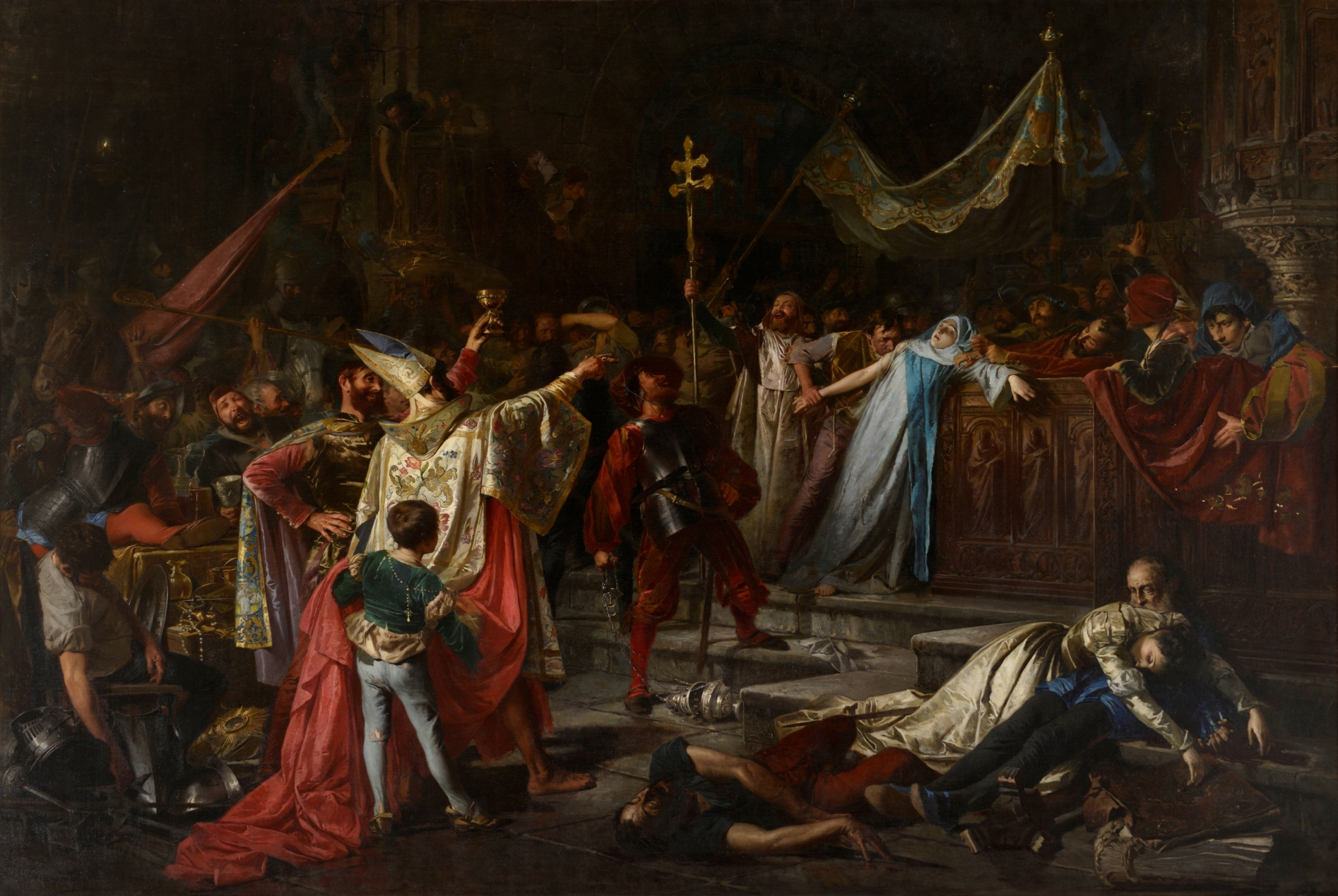
Saco de Roma, 1888. Francesc Xavier Amérigo. Petit format. Biblioteca Museu Víctor Balaguer

Després de l'execució de vora 1.000 defensors, va començar el pillatge. Esglésies i monestirs, però també palaus dels prelats i cardenals, van ser destruïts i espoliats de qualsevol objecte preciós. Monges i altres dones van ser violades lliurement; els homes van ser torturats i assassinats. Fins i tot els cardenals pro-imperials van haver de pagar per a salvar les seues riqueses de la rapinya dels soldats. El 8 de maig, Pompeo Cardinal Colonna, un enemic personal de Climent, va aplegar a la ciutat. Anava acompanyat per camperols de les seues propietats, vinguts per a venjar-se'n dels previs saquejos als que havien estat sotmesos per ordre del Papa. No obstant això, Colonna va sentir-se colpit pel despietat estat de la ciutat, i va hostatjar al seu palau alguns ciutadans romans.
Després de tres dies de pillatge, Philibert va ordenar el cessament del saqueig, però van obeir ben pocs soldats. Mentrestant, Climent continuava confinat al Castel Sant'Angelo. Francesco Maria della Rovere i Michele Antonio de Saluzzo van arribar amb algunes tropes l'1 de juny a Monterosi, al nord de la ciutat, sense atacar als indisciplinats soldats imperials, millor armats i amb artilleria pesant. El 6 de juny, Climent es va rendir i va accedir a pagar un rescat de 400.000 ducats a canvi de la seua vida; a més de la cessió de Parma, Piacenza, Civitavecchia i Mòdena al Sacre Imperi Romanogermànic (tot i que només la darrera havia estat ocupada de fet). Alhora, Venècia va treure profit de la situació capturant Cervia i Ravenna, amb Sigismondo Malatesta tornat a Rímini.

## Conseqüències
Carles V es va trobar molt amoïnat i impotent per aturar les seues tropes, però per altra banda no li va desagradar el fet que aquest colp havia estat decisiu en la seua lluita contra el Papat, i va arribar fins i tot a empresonar al Papa. Climent VII passaria la resta de la seua vida intentant evitar qualsevol enfrontament amb Carles V, tot rebutjant qualsevol decisió que poguera desagradar-li (per exemple, va refusar l'anul·lació matrimonial d'Enric VIII d'Anglaterra i Caterina d'Aragó, que era tia de Carles).
El saqueig va marcar el final del Renaixement a Roma, va danyar el prestigi del Papat i va deixar les mans lliures a Carles V per actuar en contra de la Reforma a Alemanya. No obstant això, Martí Luter va comentar: «Crist regna de tal manera que l'Emperador que persegueix Luter a causa del Papa es veu forçat a destruir el Papa a causa del Luter» (LW 49:169).
En commemoració del saqueig i de la valentia de la Guàrdia suïssa, els nous membres de la Guàrdia juren el seu càrrec el 6 de maig de cada any.

## En la ficció
- En la darrera part de la novel·la La lozana andaluza, de Francisco Delicado, que narra les aventures d'una prostituta andalusa en la corrupta ciutat de Roma, hi ha una descripció del saqueig.
- En la novel·la històrica d'Isabel Allende Inés del alma mía (2006), es descriu el saqueig des del punt de vista de Pedro de Valdivia, capità de l'exèrcit atacant que intenta controlar les tropes amotinades.
- L'escriptor finlandès Mika Waltari inclou un capítol sobre del saqueig de Roma en la seua novel·la L'aventurer (Original finès: Mikael Karvajalka).
- En la pel·lícula Batman Begins, la Lliga de les Ombres reivindica la responsabilitat del saqueig.
- També es descriu en la novel·la De scharlaken stad de l'escriptora neerlandesa Hella S. Haasse.
- Aquests esdeveniments són l'escenari del capítol 42 de la novel·la de ciència-ficció Coalescent (2003), de Stephen Baxter.
- La novel·la In the Company of the Courtesan, de Sarah Dunant, comença amb el saqueig de Roma i una gràfica descripció de les escenes de pillatge i violació.
- El saqueig de 1527 té un important paper en els primers episodis de la sèrie de còmics Dago.
- El saqueig de Roma s'analitza a la novel·la Operation Wandering Soul de Richard Powers.
- Lleó l'Africà d'Amin Maalouf
- En el seu pròleg a Hecatommithi (1565), Giambattista Giraldi parla del saqueig de Roma.